# Strojetice
Strojetice (en allemand : Strojetitz) est une commune du district de Benešov, dans la région de Bohême-Centrale, en République tchèque. Sa population s'élevait à 131 habitants en 2020.

## Géographie
Strojetice se trouve à 14 km à l'est-sud-est de Vlašim, à 31 km à l'est-sud-est de Benešov et à 66 km au sud-est de Prague.
La commune est limitée par Mnichovice au nord-ouest, par Keblov au nord, par Loket et Křivsoudov à l'est, par Čechtice au sud et au sud-ouest.

## Histoire
La première mention écrite de la localité date de 1379.